# Tuffi ai XVIII Giochi panamericani - Trampolino 3 metri sincro maschile
Il concorso dei tuffi dal trampolino 3 metri sincro maschile dei XVIII Giochi panamericani si è svolto il 3 agosto 2019 presso il Centro aquatico di Lima in Perù.

## Programma
| Data          | Ora   | Evento |
| ------------- | ----- | ------ |
| 4 agosto 2019 | 19:00 | Finale |

## Risultati
| Class   | Atleta                                   | Nazione         | Punti  |
| ------- | ---------------------------------------- | --------------- | ------ |
| Oro     | Yahel Castillo Juan Manuel Celaya        | Messico         | 429.81 |
| Argento | Philippe Gagné François Imbeau-Dulac     | Canada          | 414.21 |
| Bronzo  | Michael Hixon Andrew Capobianco          | Stati Uniti     | 404.13 |
| 4       | Sebastián Morales Daniel Restrepo García | Colombia        | 389.31 |
| 5       | Laydel Domínguez José Quintana           | Cuba            | 367.08 |
| 6       | José Ruvalcaba Frandiel Gómez            | Rep. Dominicana | 359.82 |
| 7       | Diego Carquin Donato Neglia              | Cile            | 341.64 |
| 8       | Luis Bonfim Kawan Figueredo Pereira      | Brasile         | 335.49 |
| 9       | Adrian Infante Daniel Pinto              | Perù            | 331.29 |